# Kristin Ørmen Johnsen

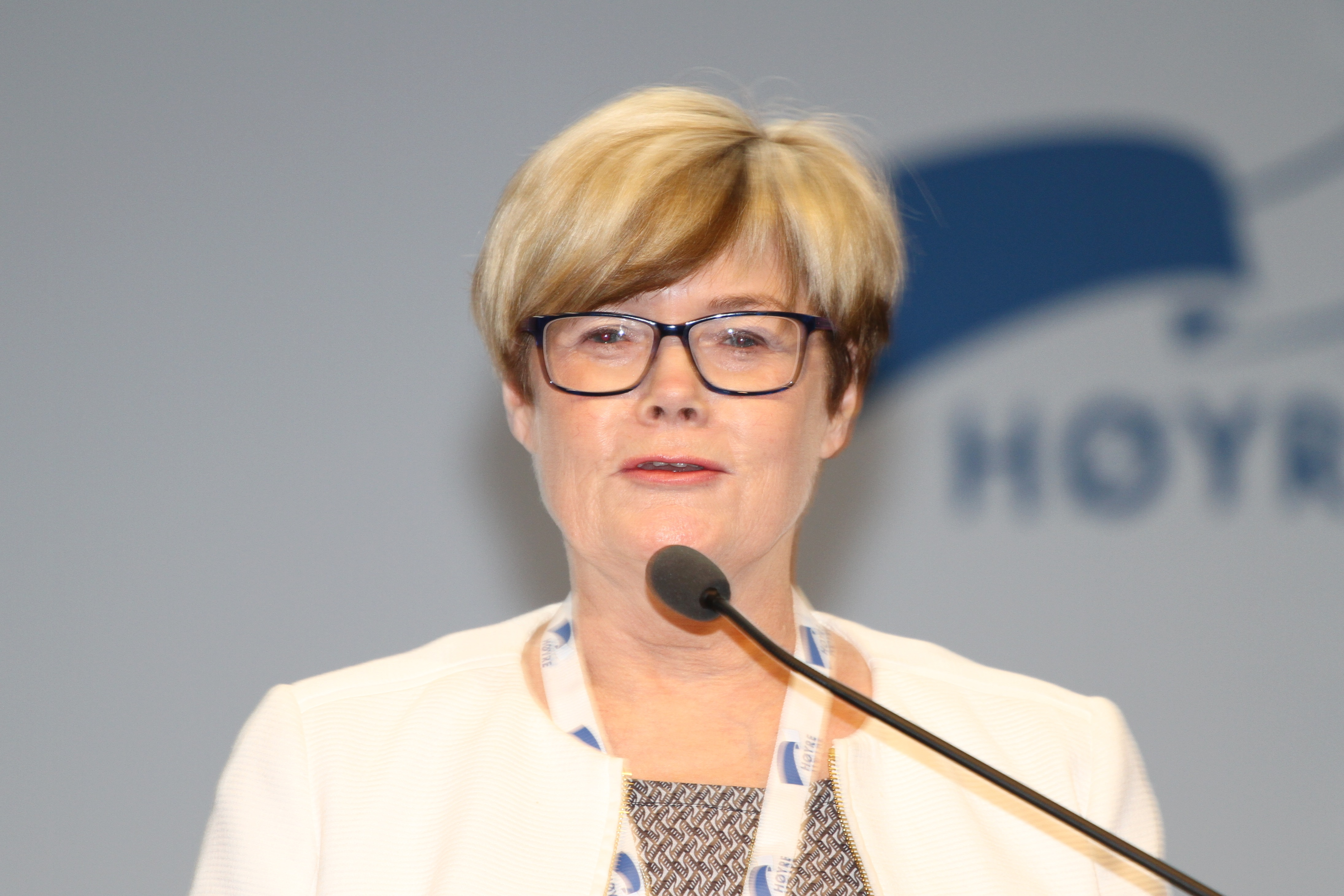
Kristin Ørmen Johnsen, 2017

Kristin Ørmen Johnsen (* 8. März 1953 in Bærum) ist eine norwegische Politikerin der konservativen Partei Høyre. Von 2013 bis 2021 war sie Abgeordnete im Storting.

## Leben
Johnsen schloss im Jahr 1977 die Krankenpflegerschule ab und sie arbeitete anschließend als Krankenpflegerin. Von 1978 bis 1979 war sie als Krankenpflegerin in Dublin tätig. Ab 1980 arbeitete sie als Hochschuldozentin an der Hochschule Buskerud. In den Jahren 1997 bis 2000 war Johnsen dabei Prorektorin, anschließend fungierte sie bis 2001 als Dekanin der Gesundheitsabteilung der Hochschule Buskerud in Drammen. In der Zeit von 1995 bis 2003 saß sie im Kommunalparlament von Drammen.
Am 26. Oktober 2001 wurde sie unter Ministerin Erna Solberg zur Staatssekretärin im Kommunal- und Regionalministerium ernannt. Sie behielt den Posten bis zum 18. Januar 2004. Anschließend fungierte sie bis 2013 als Rektorin der Hochschule Oslo.
Johnsen zog bei der Parlamentswahl 2013 erstmals in das norwegische Nationalparlament Storting ein. Dort vertrat sie den Wahlkreis Buskerud und wurde zunächst Mitglied im Gesundheits- und Fürsorgeausschuss. Nach der Wahl 2017 wechselte sie in den Kommunal- und Verwaltungsausschuss, bevor sie im März 2018 während der laufenden Legislaturperiode in den Familien- und Kulturausschuss überging. Dort wurde sie anschließend Vorsitzende. Bei der Stortingswahl 2021 verpasste sie den erneuten Einzug ins Parlament. Sie wurde stattdessen Vararepresentantin, also Ersatzabgeordnete.